# Momus
Momus nascido como Nick Currie (Paisley, Escócia, 11 de Fevereiro de 1960) é um músico britânico. Na origem do nome artistico está o deus grego do mesmo nome.
As suas letras, muitas vezes de temática sexual, reflectem a experiência pessoal do autor, bem como uma visão muito acersiva da sociedade, dos seus relaciomanentos, mas também de temas correntes. Paralelamente ao longo da obra à uma presença forte da cultura francesa, do que se salienta duas versões de músicas de Jacques Brel: Ne me quittes pas -> Don´t leave (Circus Maximus); e Voir un ami pleurer -> See a friend in tears.
A sua formação em literatura, frequentou a Universidade de Aberdeen, para onde entrou em 1978, serve-lhe igualmente de inspiração, com algumas das suas músicas a utilizarem referências mais próximas da filosofia, que do pop.
Do ponto de vista pessoal, Momus tem tido uma vida agitada, sobretudo do ponto de vista amoroso, do qual se destaca o casamento com uma oriental, contra a vontade dos pais desta. Foi igualmente processado por Wendy Carlos pela letra da música "Walter Carlos"", onde a faz várias referência ao facto de a autora se pudessa voltar atrás no tempo casaria consigo própria no tempo que era homem.
Durante umas férias na Grécia ao usar água contaminada com acanthamoeba keratitis, contraiu uma infecção num olho, e posteriormente a visão. Actualmente usa uma pala preta ao estilo de Moshe Dayan no olho direito.
Momus actuou várias vezes em Portugal no últimos anos.
Há mais de trinta anos ele lança álbuns em rótulos no Reino Unido, nos Estados Unidos e no Japão. Em suas letras e em seus outros textos, ele faz uso aparentemente aleatório de peças descontextualizadas de filosofia continental (principalmente francesa), e construiu um mundo pessoal que ele diz ser "dominado por valores como diversidade, orientalismo e respeito por alteridade ".

## Discos
- Circus Maximus (1986)
- The Poison Boyfriend (1987)
- Tender Pervert (1988)
- Don’t Stop The Night (1989)
- Monsters Of Love (1990)
- Hippopotamomus (1991)
- The Ultraconformist (Live Whilst Out Of Fashion) (1992)
- Voyager (1992)
- Timelord (1993)
- Slender Sherbert (1995)
- The Philosophy of Momus (1995)
- Twenty Vodka Jellies (1996)
- Ping Pong (1997)
- The Little Red Songbook (1998)
- Stars Forever (1999)
- Folktronic (2001)
- Oskar Tennis Champion (2003)
- Summerisle, com Anne Laplantine (2004)
- Otto Spooky (2005)
- Ocky Milk (2006)
- Hypnoprism (2010)